# Guzmán (apellido)
Guzmán es un apellido toponímico castellano, que proviene de la villa de Guzmán en Burgos, documentada por primera vez el 22 de abril de 1069 en el Monasterio de San Pedro de Arlanza, aunque autores antiguos afirman que tiene su origen etimológico del germánico (gut-mann, hombre bueno).

## Distribución
Según datos de 2021 del INE, Guzmán lo llevan como primer apellido 30.676 de personas, como segundo apellido 31.063 de personas y como ambos apellidos 435 personas. Es un apellido difundido por todas las provincias, dándose la mayor frecuencia en las provincias de Málaga (0,156%), Jaén (0,147%), en Toledo (0,136%) y en Cádiz (0,101%).

## Historia
El primero que figura con el apelativo Guzmán y es considerado como el genearca del linaje, fue Rodrigo Muñoz de Guzmán, tenente en Roa y en la villa burgalesa de Guzmán, topónimo que dio nombre a su linaje. Los genealogistas aún no se han puesto de acuerdo sobre su ascendencia y solamente se sabe que, según las costumbres onomásticas de esa época, fue hijo de un Munio. Igual que otros nobles en esas fechas, él y sus descendientes añadieron el nombre de la tenencia feudal que ejercían a su apellido, tal como fue el caso de los Haro. Por lo tanto, habría que descartar la ascendencia ultrapirenaica que los hagiógrafos de este y otros linajes quienes se inventaron genalogías fabulosas.  
Rodrigo, quien habrá fallecido c. 1186, y su mujer, Mayor Díaz, tuvieron unos nueve hijos, entre ellos a Álvaro Rodríguez de Guzmán, tenente de Mansilla y de Pernía y Liébana, con descendencia de su esposa Sancha Rodríguez de Castro, así como a Munio Rodríguez de Guzmán y Pedro Rodríguez de Guzmán, quien en su esposa Mahalda fue padre de Nuño Pérez de Guzmán quien ostentó la jefatura de la casa de Guzmán, así como Guillén Pérez de Guzmán.

## Escudos de armas
|  |
|  |

|  |
|  |

|  |
|  |

|  |
|  |

|  |
|  |

|  |
|  |